# Valdemarsvik
Valdemarsvik è una cittadina della Svezia meridionale, capoluogo del comune omonimo.

## Geografia fisica
Il territorio comunale si affaccia sul mar Baltico e le sue coste sono ricche di insenature; la baia più grande si chiama Valdemarsviken.

## Storia
Il nome pare derivi dal re di Danimarca Valdemar II che fece esplorare questa zona. Valdemarsvik fu citata per la prima volta in un documento del 1664 come centro abitato appartenente alla città di Söderköping. Divenne un comune il 1º gennaio 1914.

## Monumenti e luoghi d'interesse
La chiesa di Valdemarsvik risale agli anni 1870 ma venne rinnovata nel XX secolo; nella località Gosum si trova una vetreria e un museo sull'ottone ospitato in quella che fu la prima fabbrica svedese di cerniere lampo.

## Galleria d'immagini

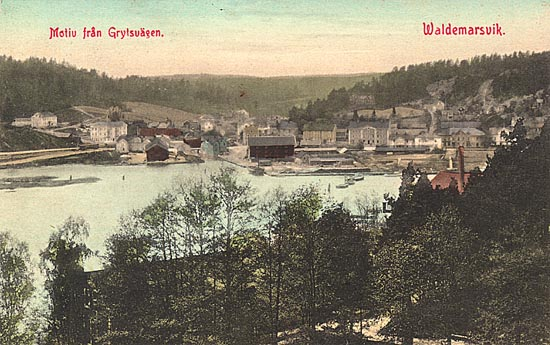
Cartolina del 1913.
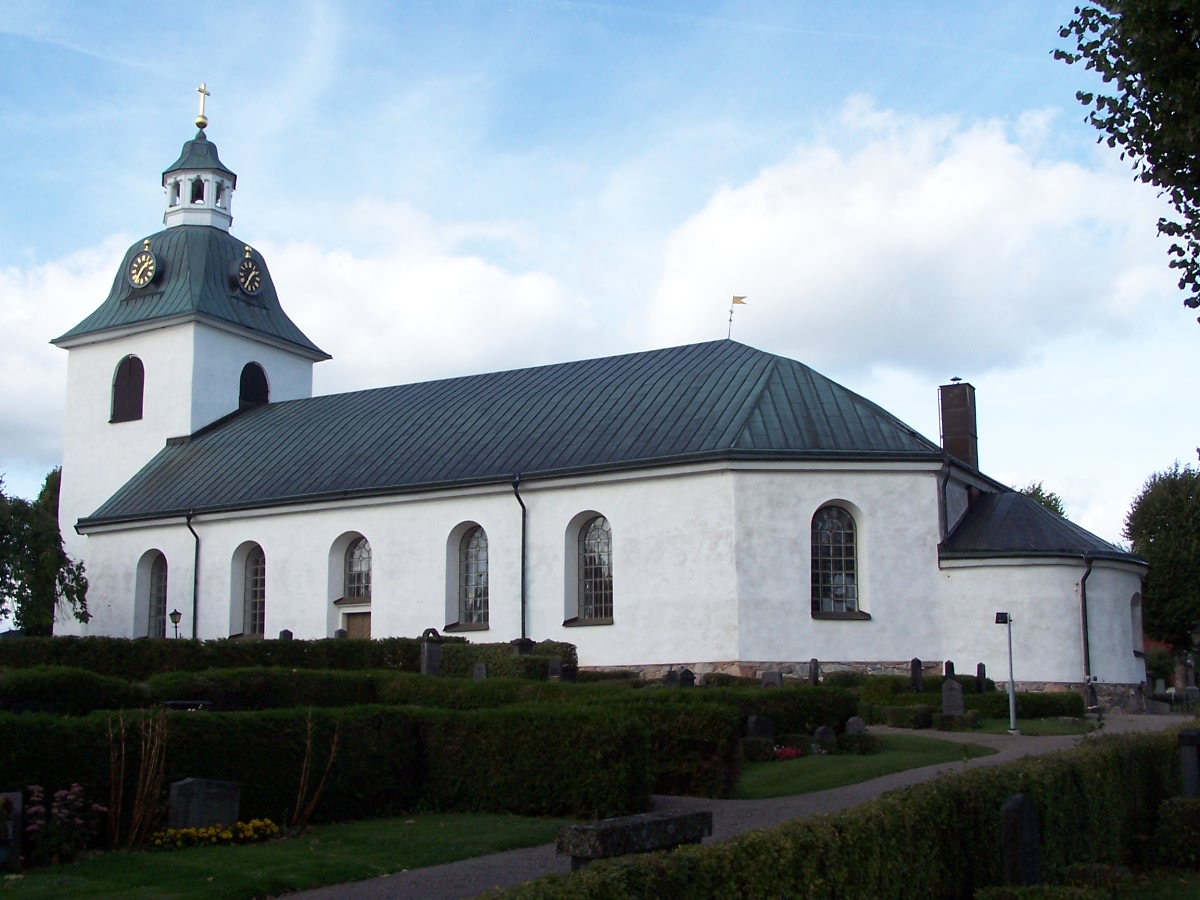
Chiesa di Ringarum.